# Homalomena habokoana
Homalomena habokoana là một loài thực vật có hoa trong họ Ráy (Araceae). Loài này được Alderw. mô tả khoa học đầu tiên năm 1922.